# Tipula (Triplicitipula) bellamyi
Tipula (Triplicitipula) bellamyi is een tweevleugelige uit de familie langpootmuggen (Tipulidae). De soort komt voor in het Nearctisch gebied.